# 1970 w informatyce
Kalendarium informatyczne 1970 roku
- 1 stycznia – o północy rozpoczęła się era EPOCH, tzw. czas Uniksa[1].
- kwiecień – rozpoczęto sprzedaż minikomputerów PDP-11/20[2].
- Niklaus Wirth stworzył język programowania Pascal[3].
- Ken Thompson stworzył język B, protoplastę języka C[4].